# Guillaume Dupuytren

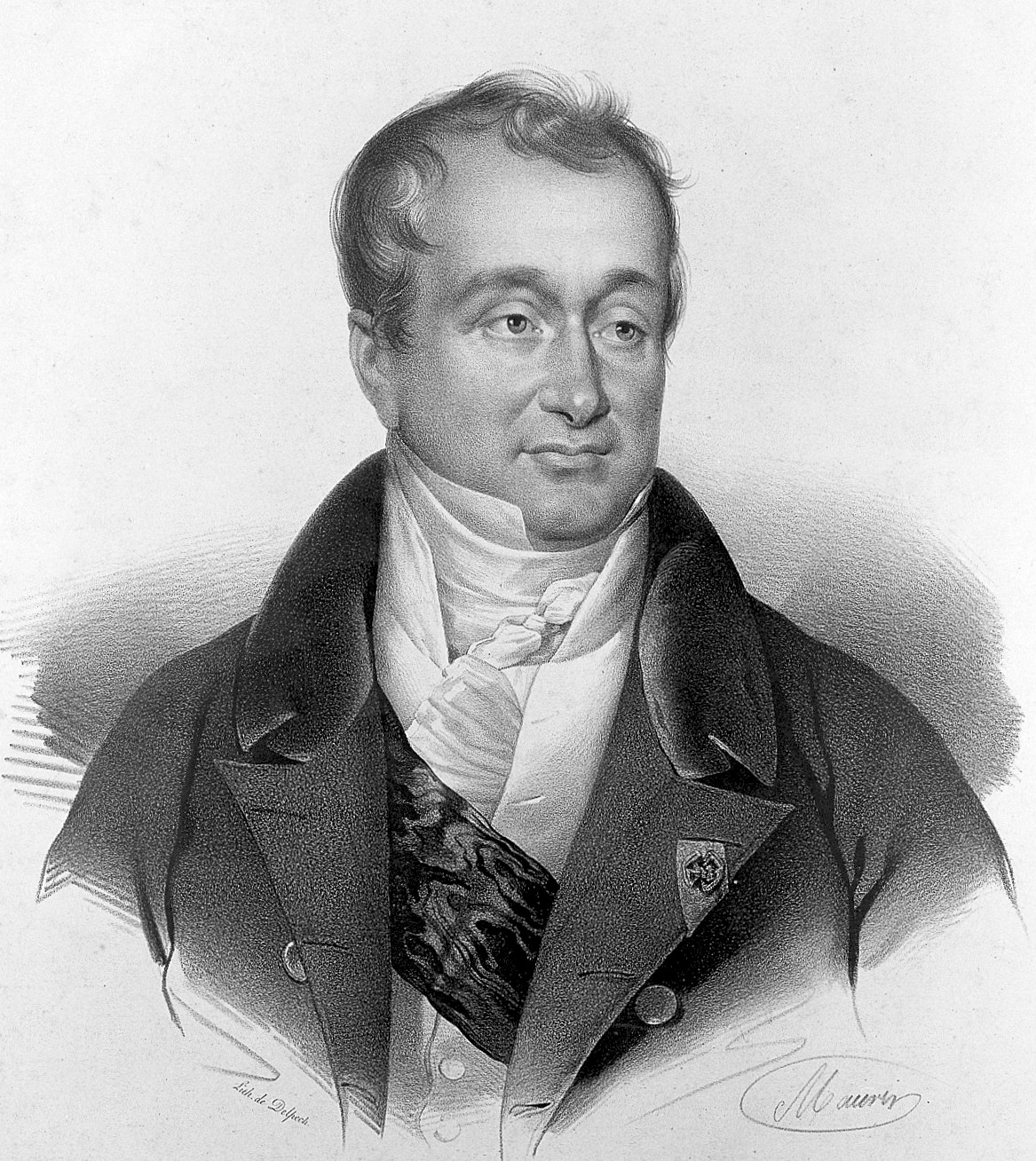
Guillaume Dupuytren.

Guillaume Dupuytren, född 5 oktober 1777, död 8 februari 1835, var en fransk kirurg som gett namn åt Dupuytrens kontraktur, en sjukdom som framför allt drabbar händernas ring- och lillfingrar.

## Bakgrund
Dupuytren föddes i Pierre-Buffiere söder om Limoges som näst äldst av nio syskon, varav sex uppnådde vuxen ålder. Fadern var advokat och farfar och farfars far hade arbetat som kirurger, där farfadern varit verksam på sjukhuset l’Hôtel-Dieu i Paris. Modern ägde fastigheter och hade borgerlig bakgrund. Vid sju års ålder sändes Dupuytren till internatskola i Magnac-Laval för att 1789 antas som elev vid Collège de la Marche i Paris, en traditionell skolgång med latinutbildning. Efter avslutad skolutbildning återvände han hem och påbörjade kirurgutbildning 1795 i Limoges, där utbildningen förändrats från fältskär till att bedrivas på liknande sätt som den traditionellt medicinska. Dupuytren studerade medicin i Paris och blev redan vid 18 års ålder prosektor och vid 24 års ålder ledare för de anatomiska arbetena vid universitetet i Paris. År 1812 blev han professor i operationslära och förste kirurg hos Ludvig XVIII av Frankrike.
Dupuytren vann talrika fiender genom ett sällsynt hänsynslöst streberartat och arrogant sätt, men han var ändå en mycket skicklig och nyskapande kirurg och en förträfflig organisatör samt en utmärkt lärare. Han krävde exempelvis vid undersökning av patienter, att kunskaper och erfarenheter skulle kombineras med intryck från syn, hörsel, smak, lukt och känsel. Han var ganska modern även i dagens synsätt på hygien med bland annat krav, att patienternas sängkläder skulle bytas regelbundet.
När Dupuytren föreläste i föreläsningssalen klockan nio satt han i en grön fåtölj bakom ett skrivbord och han använde patientfall från ronden som just avslutats. Differentialdiagnostik var viktig för honom och han förde under föreläsningarna resonemang kring fallen på ett modernt sätt. Föreläsningarna var välbesökta och medarbetarna förde anteckningar, som senare publicerades i böckerna "Leçons orales de clinique chirurgicale faites a l´Hôtel-Dieu de Paris". Omkring klockan tio inledde han sina operationer i föreläsningssalen och han var en snabb operatör, som kunde genomföra en lårbensamputation på fem minuter med instrument som han själv konstruerat för ändamålet.
Den postoperativa dödligheten var hög med en av 14 opererade patienter dog, då inte metoder fanns för att kontrollera sepsis ("blodförgiftning"), chock eller blodförlust. Dupuytren var medveten om riskerna och komplikationerna och lär ha sagt: "Jag har gjort en del misstag, men jag tror att jag gjort färre än de andra."
I februari 1820 på operan i Paris knivhöggs hertigen de Berry i bröstet och Dupuytren tillkallades, men lyckades inte rädda hertigens liv, men för sin insats i försöken utnämndes Dupuytren till baron av kung Ludvig XVIII.
År 1833 fick Dupuytren en kortvarig ansiktsförlamning och for till Italien för att återhämta sig. Vid hemkomsten 1834 hade han svåra smärtor och andningssvårigheter och avled den 8 februari i hemmet. Enligt Dupuytrens önskan genomfördes obduktion, där tuberkulös pleurit påvisades, en på den tiden inte ovanlig dödsorsak.